# Ancylostomidae
Ancylostomidae – rodzina nicieni (Nematoda), obejmująca następujące rodzaje:
- Agriostoma
- Ancylostoma
- Cyclodontostomum
- Galonchus